# Ijašikei
Ijašikei (癒し系) je žanr specifičan Japanskim radovim, primarno mangi i animeu. To je podžanr komada života, pokazivajući likove koji proživljavaju mirne živote u smirujućim okruženjima,koji je namenjen da ima efekat lečenja na publiku. Reč iyašikei može značiti "tip lečenja" ili samo "lečenje" na Japanskom. Šaenon K Geriti iz Otaku USA-a je napisala da u Ijašikei delima, "fokus je manje na karakter i priču, više na izgradnji sveta i kreairanju imerzivne vizualne postavke". 

## Porekla
Ijašikei je započeo u kasnim 70-ima, ali se pojavio kao distinktni podžanr u 1995. nakon Zemljotresa u Kobeu i napada sarinom u Tokijskom metrou. Ovi traumatični dogadjaji, zajedno s ekonomnom recesijom, bi doveli do toga što bi učenjak Pol Roket nazvao ijaši trendom iliti bum isceljivanja. Trauma zbog koje je patila japanska javnost je pružila "emocionalni kontekst za nastanak smirenosti kao lukrativnog i tržišnog osećaja".

## Primeri
- Poslednje Putovanje[6]

- Mušiši[7]
- Moj Komšija Totoro[8][9]
- Adači i Šimamura[8]
- Aria[1][10]
- Azumanga Daioh[8]
- Bartender[11]
- Boku no Natsujasumi serija[12]
- Leteća Veštica[3][8][10][9]
- Hakumei i Mikoči[6]
- Korisna lisica Senko-san[8][13]
- K-On![9]
- Kijo u Kjotou[14]
- Kuma Kuma Kuma Medved[8]
- Opušteni Kamp [8][10][9]
- Magična Emi, Magična Zvezda[2]
- Moj Cimer Je Mačka[3][15]
- Nacumeova Knjiga Prijatelja[10]
- Non Non Bijori[8][6]
- Samo Juče
- Super Mladunče[8]
- Tamajura[8]
- Vakakozoke[3]
- Jokohama Kaidaši Kikou[1]
- Friren

## Odziv
Žurnalista Patrik Lum iz Gardiana je napisao artikl nazvan "U Pohvali Ijašikei-a, zašto volimo smirujuće animee gde se ništa ne dešava" pohvaljujući žanr. U njemu, objasnio je da čak iako dela u ovom žanru mogu biti smatrani "dosadnim" pošto se ne dešava puno kada je u pitanju priča, ona imaju privlačnost gde je jednostavno prijatno. Činjenica da se ništa u njima ne dešava osim neškodljivo zabavnih aktivnosti može poslužiti kao prilično komfornom za gledati iz njegove tačke gledišta. Čak je i preporučio nekoliko animea kao Mog Komšiju Totora.